# Зелёная зона (Багдад)

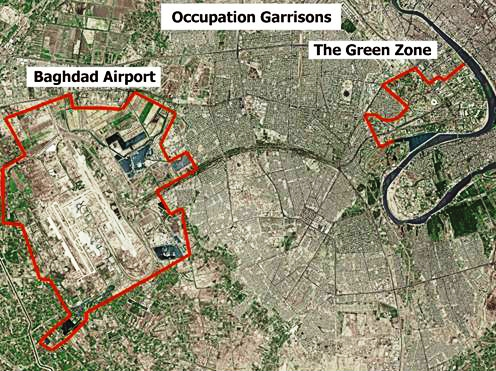
Снимок Багдада из космоса. «Зелёная зона» отмечена в правой верхней части снимка, на берегу Тигра

Зелёная зона (англ. Green Zone) — название района в центре Багдада (Ирак), где расположены иностранные и правительственные объекты.

## История
Официально район называется «международной зоной», однако средства массовой информации традиционно используют название «зелёная зона». Название появилось в 2003 году в связи с оккупацией Ирака войсками международной коалиции. До войны в этом районе в центре Багдада размещались виллы правительственных чиновников, министерства и несколько дворцов Саддама Хусейна. После свержения режима Хусейна в апреле 2003 года самый большой из дворцов, Республиканский Дворец, был занят американским Временным переходным правительством. Здесь же разместились иностранные дипломаты и представители гражданских фирм, занимающихся восстановлением Ирака. Таким образом, «зелёная зона» стала центром международного присутствия в Багдаде.

## Безопасность
«Зелёная зона» с двух сторон огибается рекой Тигр, что облегчает охрану района. Общая площадь «зелёной зоны» составляет около 10 км². В условиях продолжающихся боевых действий и насилия в Ираке эта территория считается самым безопасным местом в стране, что подчёркнуто названием. Она полностью обнесена забором и колючей проволокой. Попасть в «зелёную зону» можно только через охраняемые иракскими военнослужащими контрольно-пропускные пункты. При этом совершается полный обыск и проверка багажа посетителя. На территории самой «зелёной зоны» также находятся блокпосты.
Обеспечение безопасности «зелёной зоны» затруднено тем, что в ней проживает некоторое число местных жителей, потерявших свои дома во время активных боевых действий в марте—апреле 2003 года и занявших брошенные дома в этом районе. Некоторые из них потенциально могут сотрудничать с иракскими партизанскими формированиями. Кроме того, многие иракцы, работающие здесь, живут в других частях Багдада, где могут иметь контакты с повстанцами. Поскольку «зелёная зона» хорошо защищена, атаки на неё обычно производятся в форме миномётных обстрелов, очень редко приводящих к жертвам. Иногда предпринимаются атаки смертников. В октябре 2004 года в результате такой атаки были уничтожены расположенные в «зелёной зоне» рынок и кафе. Наиболее резонансный теракт произошёл 12 апреля 2007 года, когда бомба взорвалась в кафетерии парламента Ирака, погиб 1 человек и 22 получили ранения. В связи с участившимися миномётными обстрелами зоны, в результате одного из которых погибли четыре гражданских специалиста из стран Азии, 3 мая посольство США в Ираке отдало распоряжение своим сотрудникам надевать бронежилеты и каски во время передвижения за пределами защищённых зданий.
1 января 2009 года контроль над «зелёной зоной» был передан иракским силам безопасности.

## Достопримечательности
На территории «зелёной зоны» расположены отель «Аль-Рашид», Монумент Неизвестного Солдата и пара известных арок «Руки победы», считающихся символом Багдада.

## В кинематографе
Действия фильма «Не брать живым» (англ. Green Zone, 2010) разворачивается в «Зелёной зоне» оккупированного Ирака.